# Бедидзоле
Бедидзо̀ле (на италиански: Bedizzole, на източноломбардски: Bedisöle, Бедизьоле) е град и община в Северна Италия, провинция Бреша, регион Ломбардия. Разположен е на 184 m надморска височина. Населението на общината е 12 139 души (към 2013 г.).